# 永田英正
永田 英正（ながた ひでまさ、1933年10月 - 2024年12月16日）は、日本の東洋史学者。位階は従四位。京都大学名誉教授。

## 経歴
1933年、鳥取県倉吉市で生まれた。鳥取県立倉吉高等学校を卒業後、1953年に京都大学文学部へ入学。東洋史学科で秦漢史を専攻した。1957年に京都大学を卒業。同大学大学院に進んで、簡牘の整理と研究にあたるようになった。1962年3月に博士課程を単位取得後中退。
1962年4月に京都大学人文科学研究所助手に採用。1972年に講師、1973年に助教授昇格。1975年、富山大学人文学部教授に就任。1981年には滋賀大学教授、1990年には京都大学文学部教授となった。同年9月、学位論文『居延漢簡の古文書学的研究』を京都大学に提出して文学博士号を取得。1997年に京都大学を定年退官し、名誉教授となった。その後は京都女子大学教授として教鞭をとり、2002年に退任。
2024年12月16日、老衰のため死去。91歳没。死没日付をもって従四位に叙され、瑞宝中綬章を追贈された。

## 受賞・栄典
- 2013年：平成25年度鳥取県文化功労賞[5]

## 研究内容・業績
専門は秦漢史。居延漢簡など出土文献の調査を藤枝晃、米田賢次郎らと進めた。簡牘研究を始めた経緯は「簡牘研究事始の記」に詳しく、まずは1960年頃より人文科学研究所の『後漢書語彙集成』に関わり、翌年マイケル・ローウェが森鹿三を指導教授として京都へ滞在したことから、居延漢簡の整理にあたった。

## 著作
著書
- 『項羽』(中国人物叢書) 人物往来社 1966
  - PHP文庫 2003
- 『居延漢簡の研究』(東洋史研究叢刊) 同朋舎出版 1989
- 『漢の武帝』(人と思想) 清水書院 2012
  - 新装版201
- 『漢代史研究』(汲古叢書) 汲古書院 2018

共書
- 『中国文明の成立』 松丸道雄 講談社 1985

編著
- 『アジアの歴史と文化』1 中国史 古代（編), 同朋舎出版 1994
- 『漢代石刻集成』(京都大学人文科学研究所研究報告)（編）同朋舎出版 1994

訳書
- 『中国古代文明』(世界古代史双書) ウィリアム・ワトソン（英語版） 創元社 1971
- 『漢書』食貨・地理・溝洫志 班固著, 梅原郁共訳 平凡社東洋文庫 1988